# 5月12日
5月12日是阳历年的第132天（闰年是133天），离一年的结束还有233天。

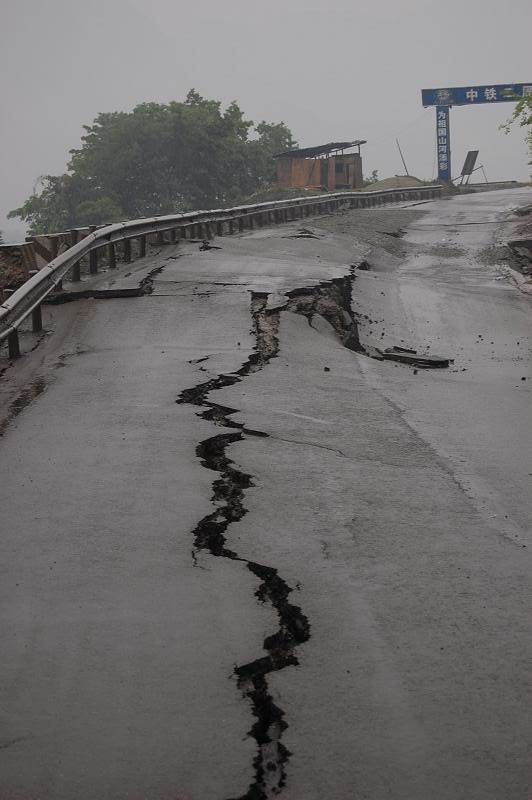
2008年中国汶川大地震造成四川省都江堰各地道路嚴重损毁

## 大事记

### 20世紀以前
- 907年，完全控制朝廷的後梁太祖朱温逼迫唐哀帝下诏退位，结束唐朝将近300年的统治。
- 1357年：朱元璋攻占宁国。
- 1364年：波兰国王卡齐米日三世在克拉科夫创建亞捷隆大學，为波兰最古老的大学。
- 1551年：神聖羅馬帝國皇帝查理五世在祕魯利馬成立聖馬爾科斯大學，為美洲最古老的大學。
- 1588年：在法国胡格诺战争中，吉斯公爵亨利一世率军进入巴黎，迫使国王亨利三世逃往沙特尔。
- 1743年：奧地利王位繼承戰爭：哈布斯堡統治者玛丽亚·特蕾西娅將法國軍隊趕出波希米亞後加冕為波希米亞王國。
- 1797年：在法国大革命战争中，拿破仑·波拿巴率领法国军队占领威尼斯共和国。
- 1870年：曼尼托巴省加入加拿大。
- 1874年：日本藉口八瑤灣事件出兵攻打臺灣南部原住民部落，為日本明治維新後首次對外用兵。

### 20世紀
- 1925年：苏联人代会批准俄罗斯苏维埃联邦社会主义共和国宪法。
- 1932年：遭绑架10个星期后，美国飞行英雄查尔斯·林德伯格的儿子林白小鹰在距家数英里处被发现。
- 1933年：新政: 美國總統羅斯福頒佈《農業調整法》，透過向農民提供補貼來限制農業生產以穩定農作物價格。
- 1937年：英國國王喬治六世在伦敦威斯敏斯特教堂举行加冕典礼。
- 1940年：二戰：法德雙方在阿尼爆發激烈戰鬥，此戰是當時戰爭史上最大規模的坦克會戰。
- 1949年：苏联宣布解除对英国、美国、法国三国占领之西柏林的封锁，柏林封锁结束。
- 1975年：为庆祝二战欧洲胜利日30周年，包含两艘军舰的一支美国军舰艦隊驶入蘇聯列寧格勒港口，當這支艦隊駛過芬蘭海峽一個蘇聯海軍基地時，蘇聯官兵鳴炮二十一響歡迎。在美國军舰訪問列寧格勒的同一天，兩艘蘇聯导弹驱逐舰亦抵達美國波士頓进行访问,美军也鸣炮欢迎。 这是第二次世界大战结束后，第一次有苏联军舰访问美国港口。 [1]
- 1978年：香港政府宣佈收回荃灣西樓角七座樓宇，興建地下鐵路車廠，商戶同業主因為不滿賠償拒絕遷出。事件一直僵持到1979年業主企圖拆除西樓角新路鐵閘，釀成警民流血衝突。
- 1998年：印尼雅加达特利刹蒂大学4名学生于示威活动中遭军警射杀，随后引发大规模排华暴动。

### 21世紀
- 2005年：臺灣親民黨主席宋楚瑜與中国共产党總書記胡锦涛於北京舉行會談。
- 2008年：中國四川省阿壩藏族羌族自治州汶川縣發生MW 8.3強烈地震，造成超過6.9萬人死亡[2]。
- 2010年：泛非航空771号班机在降落的黎波里国际机场时坠毁，机上104名乘客中，103名当场死亡。
- 2015年：费城一列火车脱轨，造成8人死亡，200多人受伤。
- 2015年：尼泊尔发生里氏规模7.3的地震，218人死亡，超过2500人受伤。
- 2017年：全球400多万台电脑感染针对英国国民保健署和西班牙电信的勒索软件WannaCry。
- 2018年：马来西亚前首相纳吉·阿都拉萨及夫人罗斯玛·曼梳因贪腐案被马来西亚移民局列入禁止出国的黑名单[3][4]。
- 2018年：一名俄罗斯车臣共和国的激进分子在法国巴黎第二区持刀伤人，造成1人死亡、4人受伤。嫌犯被警方当场击毙。
- 2022年：事件视界望远镜发表直接观测直径约6,000万公里的人馬座A*黑洞的影像，是人类第2次成功捕捉黑洞影像。

## 出生
- 1401年：稱光天皇，日本第101代天皇（1428年逝世）
- 1496年：古斯塔夫·瓦薩，瑞典國王，瓦薩王朝的創建者（1560年逝世）
- 1803年：尤斯圖斯·馮·李比希，德國化學家（1873年逝世）
- 1812年：愛德華·利爾，英國詩人、藝術家和音樂家[5]（1888年逝世）
- 1820年：弗羅倫斯·南丁格爾，英國護士、統計學家（1910年逝世）
- 1833年：本內迪科特·迪波夫斯基，波蘭自然學家、醫生（1930年逝世）
- 1842年：儒勒·马斯内，法國作曲家（1912年逝世）
- 1845年：亨利·布羅卡，法國數學家（1922年逝世）
- 1845年：加布里埃爾·佛瑞，法國作曲家（1924年逝世）
- 1868年：默特爾·科爾賓，美國雜耍演員，擁有四條腿（1928年逝世）
- 1899年：冉鈞，中國政治人物（1927年逝世）
- 1907年：凯瑟琳·赫本，美国女演員，美国电影学会AFI百年百大明星評為百年來最偉大的女演員第1名（2003年逝世）
- 1910年：多萝西·霍奇金，英国女生物化學家，1964年諾貝爾化學獎得主（1994年逝世）
- 1919年：大衛·蒙巴頓，英國海軍軍官、貴族，第三代米爾福德黑文侯爵（1970年逝世）
- 1919年：吴文俊，中国数学家（2017年逝世）
- 1918年：朱利葉斯·羅森堡，美國共產主義者，因遭指控為蘇聯從事間諜活動被執行電椅死刑（1953年逝世）
- 1925年：路易斯·莫洛尼，西班牙前職業足球運動員、足球教練（2010年逝世）
- 1928年：伯特·巴卡拉克，美國男歌手、詞曲作者、作曲家、唱片製作人、鋼琴家（2023年逝世）
- 1936年：吉列爾莫·恩達拉，巴拿馬政治人物，前任巴拿馬總統（2009年逝世）
- 1936年：弗蘭克·斯特拉，美國畫家（2024年逝世）
- 1937年：喬治·卡林，美國脫口秀演員、作家、社會批評家（2008年逝世）
- 1944年：彭定康，牛津大学校監，第28任香港總督
- 1945年：阿兰·鲍尔，英格兰足球運動員（2007年逝世）
- 1948年：史蒂夫·溫伍德，英國男歌手、詞曲作者
- 1949年：萩尾望都，日本漫畫家，24年組之一
- 1951年：清海無上師，英國籍越南華裔僧侶
- 1959年：文·雷姆斯，美國男演員
- 1962年：李健仁，香港男演員
- 1964年：朱利葉斯·馬達·比奧，塞拉利昂政治人物，現任塞拉利昂總統
- 1964年：奧菲利亞·達爾，英裔美國社會運動者
- 1971年：梁少霞，香港女配音員
- 1975年：山口真弓，日本女性聲優
- 1975年：井端弘和，日本職業棒球運動員、教練
- 1975年：賈雷德·波利斯，美國政治人物、企業家、慈善家
- 1977年：郭鐵人，台灣演員
- 1977年：蔣怡，香港女模特
- 1979年：陳譯賢，台灣歌手
- 1979年：近藤隆，日本男性聲優
- 1980年：里希·蘇納克，英國政治人物，前任英國首相
- 1981年：金泰宇，韓國男歌手
- 1981年：雷米·馬利克，美國男演員
- 1985年：朱蕾安，臺灣女演員
- 1987年：李慧詩，香港女單車運動員
- 1988年：马塞洛·维埃拉·达席尔瓦·儒尼奥尔，巴西足球運動員
- 1990年：Etika，美國遊戲直播主、YouTuber（2019年逝世）
- 1990年：韓森，台灣男歌手
- 1992年：龐卓欣，香港女藝人
- 1993年：林利豪，台灣歌手
- 1993年：許明傑，臺灣男子偶像團體SpeXial成員
- 1995年：紀卜心，臺灣女藝人
- 1995年：中西智代梨，元日本女子偶像團體HKT48一期生
- 1997年：山口愛，日本女演員、聲優
- 2000年：白桃花，日本AV女優
- 2002年：池田瑛紗，日本女子偶像團體乃木坂46五期生
- 2010年：阿麗薩·特魯，澳大利亞女子滑板運動員

## 逝世
- 1003年：教宗思維二世，羅馬主教（950年出生）
- 1012年：教宗思齊四世，羅馬主教（生年不詳）
- 1155年：李清照，南宋女詞人（1084年出生）
- 1465年：托马斯·巴列奥略，摩里亞專制君主（1409年出生）
- 1884年：贝多伊齐·斯美塔那，捷克作曲家（1824年出生）
- 1910年：威廉·哈金斯，英國天文學家（1824年出生）
- 1931年：欧仁·伊萨伊，比利時小提琴家、作曲家、指揮家（1858年出生）
- 1935年：約瑟夫·畢蘇斯基，波蘭第二共和國獨裁領袖（1867年出生）
- 1936年：路易·卡米耶·馬亞爾，法國醫生、化學家（1878年出生）
- 1936年：胡漢民，中國國民黨元老，中華民國首任國民政府立法院院長（1879年出生）
- 1944年：哈羅德·洛，英國海員，鐵達尼號五副（1882年出生）
- 1964年：安尼斯·福布斯·布萊卡德，蘇格蘭醫學家、醫生（1875年出生）
- 1970年：瓦迪斯瓦夫·安德斯，波蘭陸軍將領（1892年出生）
- 1974年：楊慕琦，英國官員，第21任香港總督（1886年出生）
- 1975年：艾瑪·維索茨基，美國天文學家（1894年出生）
- 1981年：章廷謙，中國作家（1901年出生）
- 1990年：安德烈·基里連科，蘇聯政治人物（1906年出生）
- 1995年：史提芬·高華斯，羅馬尼亞職業足球員（1920年出生）
- 1996年：江兆申，書畫、篆刻家，中國書畫研究學者（1925年出生）
- 2001年：阿列克謝·圖波列夫，俄罗斯飛機設計師（1925年出生）
- 2014年：H·R·吉格爾，瑞士超現實主義畫家、雕塑家、設計師（1940年出生）
- 2016年：蘇珊娜·瓊斯，美國超級人瑞（1899年出生）
- 2016年：吳美雲，臺灣漢聲雜誌社創辦人之一[6]（1943年出生）
- 2023年：歐文·戴維森，澳大利亞男子網球運動員（1943年出生）
- 2023年：許學仁，臺灣文字學大師（1952年出生）[7]
- 2024年：石维坚，中國表演藝術家（1935年出生）[8]
- 2024年：大衛·山朋，美國中音薩克斯風手（1945年出生）
- 2025年：韓賢光，臺灣音樂製作人（1958年出生）

## 节假日和习俗
- 国际护士节
- 中华人民共和国：防灾减灾日